# Olceclostera angelica
Olceclostera angelica is een vlinder uit de familie van de Apatelodidae. De wetenschappelijke naam van de soort is voor het eerst geldig gepubliceerd in 1864 door Augustus Radcliffe Grote.